# Хулио Иглесиас
Хулио Иглесиас (на испански: Julio Iglesias) е испански певец, който има продадени над 300 милиона албума на 14 езика и е издал 77 албума. Според компанията Sony Music, той е в първите 10 изпълнители с най-високи продажби за всички времена. Добива международна известност през 70-те и 80-те години на ХХ век, като изпълнител на романтични балади, неговият успех продължава, след като започва да изпълнява песни в нови музикални стилове.
До 2009 г. е излизал на сцена в приблизително 5000 концерта.
Баща е на поп-звездата Енрике Иглесиас.

## Биография
Хулио Хосе Иглесиас де ла Куева е най-възрастният син на д-р Хулио Иглесиас Пуга и Мариа Дел Розарио де ла Куева и Перинят. Когато певецът е на 61 години, неговият 89-годишен баща има още деца: полубрат Хайме (18 май 2004 г.), полусестра Рут (26 юли 2006 г.), които са от втория му брак с Рона Кейт.

### Футболна кариера и инцидент
В началото на 60-те години, когато е студент по право в Мадрид, той за кратко играе футбол, на поста вратар за една от младежките формации на Реал Мадрид. Претърпява катастрофа на 22 септември 1963 година, което преждевременно прекратява футболната му кариера. В интервю по-късно той казва: „Загубих контрол над колата и тя се преобърна, което доведе до това, което медиците наричат – параплегия. Това е смачкване на гръбначния стълб, в областта на шията.... Моят гръбначен мозък бе много зле в продължение на три години.“
Лекуващите го лекари, изказват мнение, че той никога вече няма да ходи отново, но макар и бавно, той започва да се възстановява. Като рехабилитация, и за да се развие и увеличи сръчността на ръцете му, започва да свири на китара. След като възстановява здравето си, възобновява академичното си образование, и заминава за Англия, където започва да изучава английски език, първо в Рамсгейт, а по-късно в езикова гимназия в Кеймбридж.

### Музикална кариера
През 1968 година Иглесиас печели първа награда в Международния фестивал за песен в Бенигорм, като скоро след това подписва първия си договор. Това успяват да сторят от „Discos Columbia“ – дъщерна компания на Кълъмбия Рекърдс, която издава и разпространява латино музика.
Хулио Иглесиас представлява Испания в Конкурса за песен на Евровизия, през 1970 година, като спечелва престижното четвърто място, след като голямата награда е спечелена от представителя на Северна Ирландия. На конкурса се представя с песента „Gwendolyne“, който е и първият му запис. През 1973 година Иглесиас участва на „Златният Орфей“.
Следват няколко забележителни албума: „Flor де Piel“ (1974 г., с Европейския хит „Мануела“), „El Амор“ (1975) и „Soy“ (1978). Той пее също и на френски език. Една от известните му песни на френски е „Је n'ai pas changé“.
През 1978 година подписва договор със CBS International, като добавя английски, френски, португалски и немски език към репертоара си. През 1981 година Хулио Иглесиас издава албума „De Niña a Mujer“, като в него е включен първият хит на английски език – „Begin the Beguine“ (№ 1 във Великобритания).
През 1984 година той издава „1100 Bel Air Place“, хитов албум, който му носи огромна популярност на англоезичните пазари. Той продава около 3 милиона плочи в САЩ, с първия сингъл „На всички момичета, които съм обичал“ (на английски език – To All the Girls I've Loved Before), който изпява в дует с американската музикална легенда Уили Нелсън, която достига до 5-о място в класацията „Hot 100“, на известното музикално списание „Билборд“. Този албум включва още и песента „Всичко за теб“ („All of You“), записана в дует с Даяна Рос.
През 1985 година бащата на Хулио Иглесиас е отвлечен, но е намерен жив две седмици по-късно. Това подтиква певеца (разведен вече със съпругата си Изабел Прейслър), да се премести със семейството си в Маями, Флорида, САЩ.
Иглесиас спечелва награда „Грами“ за „Най-добър Латино-поп албум“ през 1988 година, както и „Грами“ за албума „Un Hombre Solo“. Записва в дует със Стиви Уондър песента „My Love“.
През 90-те години, Хулио Иглесиас се завръща към първоначалното си испанско звучене в албума „Танго“ (1996), който е номиниран за „Грами“ „Най-добър Латинско поп-албум“ през 1998 година, но наградата е спечелена от автора на романси Луис Мигел . Същата година неговият син Енрике Иглесиас получава номинация „Най-добър дебютен албум“ за албума си „Vivir“, но губи от същия конкурент. Въпреки това „Vivir“ става златен и платинен в САЩ.
Хулио Иглесиас провежда почти непрекъснато турнета и прави записи, за да гарантира, че неговата музика ще достигне навсякъде по света.
Гордее се с постиженията в своята музикална кариера, а и с тази на популярния си син Енрике.

## Дискография
- Yo Canto (1969)
- Gwendolyne (1970)
- Por una mujer (1972)
- Un Canto a Galicia (1972)
- Soy (1973)
- Und das Meer singt sein Lied (1973)
- A Flor de Piel (1974)
- A México (1975)
- El Amor (1975)
- América (1976)
- En el Olympia (1976)
- Se mi lasci, non vale (1976)
- Schenk mir deine Liebe (1976)
- A mis 33 años (1977)
- Sono Un Pirata, Sono Un Signore (1978)
- Emociones (1978)
- Aimer La Vie (1978)
- Innamorarsi alla mia età (1979)
- A vous les femmes (1979)
- Hey! (1980)
- Sentimental (1980)
- Amanti (1980)
- De niña a mujer (1981)
- Fidèle (1981)
- Zartlichkeiten (1981)
- Minhas canções preferidas (1981)
- Momentos (1982)
- Momenti (1982)
- Et l'amour créa la femme (1982)
- In Concert (1983)
- Julio (1983)
- 1100 Bel Air Place (1984)
- Libra (1985)
- America {single} (1986)
- Un Hombre Solo (1987)
- Un Hombre Solo[Brasil] (1987)
- Tutto l'amore che ti manca (1987)
- Non Stop (1988)
- Raíces (1989)
- Latinamente (1989)
- Starry Night (1990)
- Calor (1992)
- Anche senza di te (1992)
- Crazy (1994)
- La carretera (1995)
- Tango (1996)
- Mi Vida-Grandes Exitos (1998)
- My Life: The Greatest Hits (1998)
- Noche de cuatro lunas (2000)
- Una donna può cambiar la vita (2001)
- Ao Meu Brasil (2001)
- Divorcio (2003)
- Love Songs (2003)
- En français (2004)
- Love Songs – Canciones de amor (2004)
- L'homme que je suis (2005)
- Romantic Classics (2006)
- Tango[Remastered] (2006)
- 1100 Bel Air Place [Remastered+Bonus Track] (2006)
- Quelque chose de France (2007)
- Que c'est triste Venise [avec/с участието на Charles Aznavour] {single} (2008)
- Nathalie. Best Of Julio Iglesias (2010)
- The Golden Hits (2011)
- The Essential Julio Iglesias (2014)
- México (2015)
- The Real... Julio Iglesias (2017)
- México & Amigos (2017)
- Dois Coracoes (2017)